# Medyk Morszyn
Medyk Morszyn (ukr. Футбольний клуб «Медик» Моршин, Futbolnyj Kłub "Medyk" Morszyn) – ukraiński klub piłkarski z siedzibą w mieście Morszyn.

## Historia
Chronologia nazw:
- 1979: Medyk Morszyn (ukr. ФК «Медик» Моршин)
- 1997: klub rozwiązano
- 2021: Medyk Morszyn (ukr. ФК «Медик» Моршин)

Drużyna piłkarska Medyk została założona w Morszynie w obwodzie lwowskim.
Do 1993 zespół występował w amatorskich rozgrywkach mistrzostw obwodu lwowskiego. 
W sezonie 1993/94 klub debiutował w Przejściowej Lidze, gdzie zajął ostatnie miejsce i spadł do rozgrywek amatorskich. 
W sezonach 1994/95 i 1996/97 występował w Amatorskiej Lidze. 
Jako drużyna amatorska dalej występowała w rozgrywkach obwodu lwowskiego dopóki nie została rozwiązana.
W 2021 klub został odrodzony jako Medyk Morszyn.

## Sukcesy
- 13 miejsce w Przejściowej Lidze:

1993/1994

## Inne
- Hazowyk-Skała Stryj
- Skała Stryj (2004)